# Goianésia
Goianésia là một đô thị thuộc bang Goiás, Brasil. Đô thị này có diện tích 1547,65 km², dân số năm 2007 là 53317 người, mật độ 34 người/km².